# Birds (Thony)
Birds è il secondo album della cantautrice e attrice italiana Thony, pubblicato il 9 ottobre 2012.

## Il disco
Uscito per l'etichetta italiana GDM Music srl e per Sony Music/ATV, Birds è il primo disco della cantautrice ad essere stato distribuito in Italia, dopo un primo lavoro With the green in my mouth, pubblicato solo in rete.
È la colonna sonora del film di Paolo Virzì Tutti i santi giorni, in cui recita la stessa Thony.
Il disco è stato prodotto da Thony, arrangiato con la collaborazione di Leonardo Milani e suonato insieme a Leonardo Milani, Zsuzsanna Krazsnai e Andrea Ruggiero. Le registrazioni sono state effettuate da Bruce Morrison e da Thony nel periodo novembre 2011-giugno 2012 presso Struttura11541 e Studio Nero di Roma, eccetto i 4 brani tratti dal precedente lavoro di Thony With the green in my mouth (Quick Steps, Paper Cup, Dim Light e Promises) che sono stati registrati, arrangiati e coprodotti da Stefano Mariani e che si avvalevano della partecipazione dei musicisti Francesco Arcuri, Giuliano Dottori e Leziero Rescigno.
Per Flower Blossom Thony si aggiudica il Ciak d'oro nel giugno 2013 nella categoria "miglior canzone originale".

## Tracce
1. Time Speaks – 2:20
2. Quick Steps – 2:42
3. Flowers Blossom – 2:40
4. Paper Cup – 4:04
5. Promises – 3:56
6. Water – 2:33
7. Blue Wolf – 2:41
8. Birds – 3:14
9. Dim Light – 4:30
10. Sam – 2:22
11. Near to Zero – 3:47
12. Home – 2:38
13. Birds (interlude) – 1:45
14. Nyctinasty – 1:49

### Singoli estratti
- Flowers Blossom